# Яанус Ліллепуу
Яанус Ліллепуу (ест. Jaanus Lillepuu; нар. 14 травня 1963) — естонський і радянський волейболіст, гравець збірної СРСР.

## Життєпис
Народжений 14 травня 1963 року в м. Таллінні (окупована СССР Естонія).
За час своєї ігрової кар'єри Яанус виступав у талліннському «Калеві» (1980—1987, 1988—1989), ризькому «Радіотехніку» (1987—1988), клубі з Болоньї, який протягом трьох сезонів мав три різні назви («Buffetti Bologna», «Pencus Bologna», «Zinella Fochi Bologna»), «San Giorgio Mestre» (1992—1993), «Pallavolo Catania» (Serie A2, 1994—1995), фінському клубі «Перттелін Пейкот» (Perttelin Peikot, 1995—1996).

### Досягнення

#### У збірній
- переможець першости Європи 1987

#### Клубні
- срібний призер першости Фінляндії 1996.